# Stephan Drakulich
Stephan Drakulich (geb. vor 1977) ist ein deutsch-amerikanischer Opern- und Musicalsänger (Tenor, Countertenor) und Gesangslehrer.

## Leben
Er erwarb seinen „Bachelor of Fine Arts“ in Schauspiel an der Boise State University in Idaho und den „Master of Fine Arts“ in Schauspiel und Gesang an der Southern Illinois University. Anschließend absolvierte er eine Ausbildung zum Opernsänger an der Lyric Opera of Chicago und der San Francisco Opera, wo er auch Meisterkurse von Opernstars wie Luigi Alva, Renato Capecchi, Plácido Domingo, George London und Luciano Pavarotti erhielt. Er war Preisträger in mehreren Wettbewerben, unter anderem an der Metropolitan Opera of New York und bei WGN Radio Chicago.
Sein erstes europäisches Engagement bekam er 1977 in Düsseldorf an der Deutschen Oper am Rhein und begann eine internationale Opernkarriere in Österreich, Holland, der Schweiz, Frankreich und Japan mit über 30 Hauptpartien seines Fachs. 1986 spielte er Gus/Growltiger in der deutschen Originalbesetzung von Cats am Operettenhaus Hamburg.  Sein Debüt in Großbritannien gab er 1992 bei der Glyndebourne Festival Opera in einer Produktion von Trevor Nunn als Peter Grimes. 1998 kehrte er zum Hamburger Operettenhaus in Cats zurück und spielte im Jahr darauf auch in Das Phantom der Oper. Zu seinem Musical- und Operetten-Repertoire gehören weitere 25 Rollen u. a. der Conférenciér in Cabaret, Snoopy in Charlie Brown, Jimmy Mahoney in Mahagonny, und Camille/Danilo in Die lustige Witwe. Zu sehen war er außerdem in der Lulu-Inszenierung von Graham Vick beim Glyndebourne Festival 1996. Seit 1999 unterrichtet er Gesang, unter anderem an der Joop van den Ende Academy in Hamburg.